# Langue écrite
 (octobre 2015).

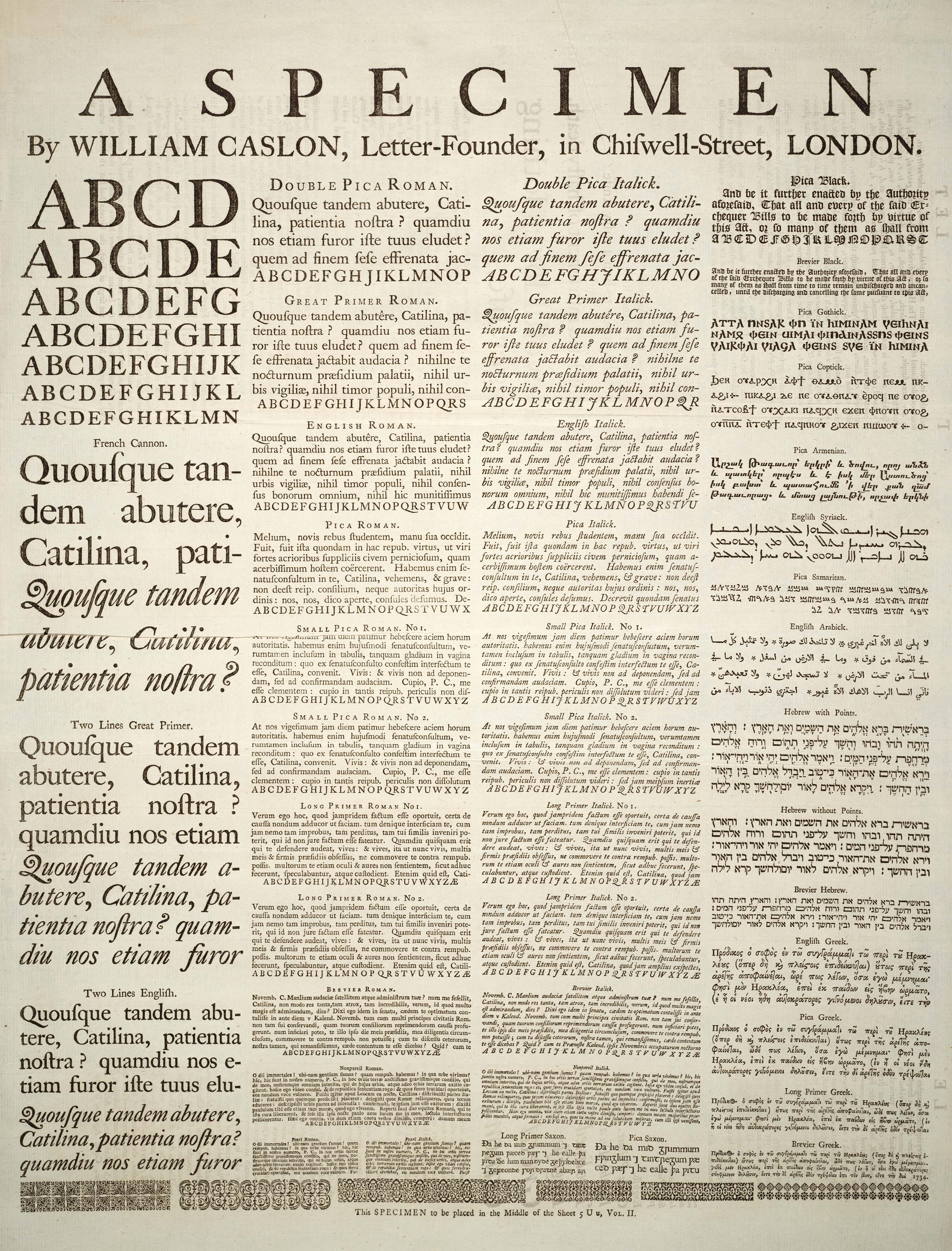
Exemples de fontes de caractères employées pour noter différentes langues, par William Caslon, fondeur-typographe, dans la Cyclopaedia (1728).

Une  langue écrite est une langue dotée d'une représentation au moyen d'un système d'écriture. La langue écrite est une invention (technique) dans la mesure où elle doit être enseignée aux enfants ; les enfants apprendront la langue parlée (langue orale ou langue des signes) en y étant exposés et sans vraiment qu'on la leur ait apprise.
Une langue écrite n'existe qu'en complément d'une langue parlée spécifique, et aucune langue naturelle n'est purement écrite. Toutefois, les langues mortes peuvent ne plus être connues que sous forme écrite, ou continuer d'être employées à l'écrit longtemps après avoir cessé d'être employées dans la communication spontanée, quand il s'agit de langues classiques ou liturgiques.
[réf. nécessaire]
Les langues écrites évoluent plus lentement que leur version parlée. On parle de diglossie lorsqu'un ou plusieurs registres de langue deviennent très différents de la langue parlée spontanée. L'exemple type de diglossie est celle qui existe actuellement entre l'arabe littéral et l'arabe dialectal. Nonobstant ces différences, la diglossie considère souvent une seule, commune et même langue, comprenant un langage littéraire et un ou plusieurs registres oraux (en particulier si le système d'écriture reflète sa prononciation[Information douteuse]).

## Familles de langues
On parle, depuis la fin du XVIIIe siècle, du regroupement des langues en familles de langues apparentées : langues romanes dont l'espagnol et le français ; langues germaniques, dont l'allemand et l'anglais ; langues slaves, etc.

### Langues romanes
Issues du latin de l'Empire romain (Ier au Ve siècle), elles comprennent plusieurs langues d'état (espagnol, français, italien, portugais, roumain) mais aussi plusieurs langues régionales ou provinciales (catalan, corse, galicien, romanche, sarde)
Même apparentées, chaque langue écrite a une graphie (ou code graphique) : correspondance entre oral et écrit, entre  morphème et graphème. Même apparentées (de la même famille de langues) des langues peuvent avoir des graphies différentes. Certaines langues en ont même plusieurs.

## Comparaison avec les langues parlées

### Langues romanes
En correspondance prononciation-graphie, le français (-ille) correspond, au gascon -lhe (graphie fébusienne) ou -lha (graphie occitane), à l’occitan -lha et à l’espagnol viella.

### Cas du français
Orthographe française

### Cas de l'anglais
Les anglophones natifs n’ont pas souvent conscience de la complexité de l’orthographe anglaise, qui fait de l'anglais écrit une construction quelque peu artificielle. L’orthographe traditionnelle de l’anglais, du moins pour les mots hérités, reflète la phonologie du moyen anglais, qui n’est plus parlé par  personne. La préservation artificielle à l’écrit de cette forme ancienne de langue pourrait permettre à Geoffrey Chaucer (1343–1400) de comprendre une grande partie d'un texte en anglais moderne, tandis que sa langue orale serait incompréhensible pour des anglophones de notre époque.